# Alfred Schmitt
Alfred Schmitt (Bust, 30 de noviembre de 1907-2 de abril de 1973) fue un astrónomo francés que desarrolló su carrera en los observatorios de Argel, Estrasburgo, Uccle y Quito. Descubrió 4 asteroides.

## Biografía
Alfred Schmitt nació el 30 de noviembre de 1907 en Bust, una localidad en el límite entre Alsacia y la Lorraine, región de la que era originaria su familia.
Obtuvo su graduación en Matemáticas en la Universidad de Estrasburgo en 1929, tras lo cual, debido a su gran interés por la astronomía consiguió ser nombrado astrónomo aprendiz en el observatorio de Argel el 1 de octubre de 1929. En Argel, bajo la tutela de François Gonnessiat recibiría una excelente formación como astrónomo.
Entre los años 30 y los años 40 del pasado siglo, trabaja en el observatorio de Argel, donde coincidiría con importantes nombres de la astronomía francesa. Allí conntrae matrimonio a mediados de los 40 con su colega Odette Bancilhon
En 1949 fue nombrado astrónomo ayudante en el Observatorio de Estrasburgo a la par que su esposa fue nombrado asistente, por lo que se trasladan a Estrasburgo. Debido a sus ganas de retomar la búsqueda de asteroides se une a una misión de varios meses en el observatorio de Uccle que le llevaría a descubrir tres de ellos.
Su gran experiencia práctica le lleva a dirigir el Observatorio de Quito entre noviembre de 1955 y abril de 1958, a título de experto nombrado por la UNESCO.
En julio de 1962 alcanza el puesto de astrónomo adjunto, el cual ocuparía hasta su jubilación el 1 de octubre de 1973. El 1 de octubre de 1974 se le concede el título de astrónomo adjunto honorario.
Falleció el 2 de abril de 1973.

## Descubrimientos

### Asteroides descubiertos
En 1932 descubrió el asteroide (1215) Boyer mientras trabajaba en el observatorio de Argel-Bouzaréah. Otros tres —(1614) Goldschmidt, (1622) Chacornac y (3156) Ellington— lo fueron desde el Real Observatorio de Bélgica, en Uccle. El Centro de Planetas Menores acredita sus descubrimientos como A. Schmitt.
| Asteroides descubiertos: 4 | Asteroides descubiertos: 4 |
| -------------------------- | -------------------------- |
| (1215) Boyer               | 19 de enero de 1932        |
| (1614) Goldschmidt         | 18 de abril de 1952        |
| (1622) Chacornac           | 15 de marzo de 1952        |
| (3156) Ellington           | 15 de marzo de 1953        |

## Epónimos
El asteroide (1617) Alschmitt descubierto en 1952 fue nombrado en su honor por su colega Louis Boyer como reconocimiento al nombrado con su nombre descubierto 20 años antes.